# Hydrolase
Een hydrolase is in de biochemie een enzym dat de hydrolyse van een chemische binding katalyseert.
Een enzym dat de volgende reactie katalyseert, is dus een hydrolase:
A–B + H2O → A–OH + B–H
Bij de mens (Homo sapiens) zijn er ± 419 hydrolasen bekend (werkzaam in het lichaam).

## Nomenclatuur
De systematische naam van hydrolasen heeft de vorm "substraat hydrolase", waarbij de substraat de stof is die door het enzym gesplitst wordt; in het voorbeeld hierboven dus de stof A-B. De triviale naam van hydrolases heeft gewoonlijk de vorm "substraatase". Zo is GTPase een hydrolase die GTP splitst.

## Classificatie
Hydrolasen worden in het EC-nummer-classificatiesysteem met het cijfer 3 aangeduid. Een hydrolase-enzym heeft derhalve het nummer 3.X.X.X. Hiervan bestaan 13 onderklassen. De tweede X geeft de over te dragen groep aan.
Zo heeft pectinase het EC-nummer 3.2.1.15
- EC 3.1: esterbindingen (esterasen: nucleasen, fosfodiesterasen, lipase, fosfatase)
- EC 3.2: koolhydraten (glycosylasen/DNA-glycosylasen, glycosidehydrolase)
- EC 3.3: etherbindingen
- EC 3.4: peptidebindingen (proteasen/peptidasen)
- EC 3.5: koolstof-stikstofbindingen, andere dan peptidebindingen
- EC 3.6: zure anhydriden (zuuranhydridehydrolasen, met inbegrip van helicasen en GTPase)
- EC 3.7: koolstof-koolstofbindingen
- EC 3.8: halogenidebindingen
- EC 3.9: fosfor-stikstofbindingen
- EC 3.10: zwavel-stikstofbindingen
- EC 3.11: koolstof-fosforbindingen
- EC 3.12: zwavel-zwavelbindingen
- EC 3.13: koolstof-zwavelbindingen